# Societat de lingüística romànica
La Société de linguistique romane (en català, Societat de Lingüística Romànica) és una associació acadèmica que té per objectiu la promoció dels estudis sobre lingüística romànica.

## Història i activitats
La Société de linguistique romane és una associació acadèmica fundada per Adolphe Terracher i Oscar Bloch a París el 1924 i que associà aleshores un centenar de romanistes d'uns vint països diferents. En els seus estatuts, s'especifica que és una societat que té per objectiu reunir les persones o institucions que s'interessen pels estudis de lingüística i filologia romàniques i volen contribuir a desenvolupar-los, així com publicar la Revue de Linguistique Romane i organitzar els congressos internacionals de Lingüística i Filologia Romàniques.
La Société de Linguistique Romane organitza cada tres anys el Congrés Internacional de Lingüística i Filologia Romàniques. L'organització de congressos periòdics s'aturà durant la segona Guerra Mundial i l'associació no en va reprendre el ritme fins a 1953 amb el VII Congrés de Lingüística Romànica celebrat a Barcelona. Els darrers congressos han estat celebrats a València (2010), Nancy (2013), Roma (2016) i Copenhaguen (2019).
També publica, des de 1925, la Revue de Linguistique Romane on apareixen articles de recerca sobre lingüística romànica (sobre totes les llengües i des de totes les aproximacions metodològiques) i ressenyes. Els textos s'accepten en qualsevol llengua romànica; la revista apareix en dos fascicles anuals, el juny i el desembre. El Secretari-Administrador de la Societat és el director de la revista.
El 2014 la societat tenia 1029 membres, dels quals 602 eren membres individuals, de 34 països diferents, i 427 eren biblioteques i institucions, de 45 països diferents.

## Presidents de la Société de linguistique romane
- Ferdinand Brunot, de 1924 a 1928
- Karl Jaberg, de 1928 a 1930
- Giulio Bertoni, de 1930 a 1932
- Mario Roques, de 1932 a 1934
- Ramón Menéndez Pidal, de 1934 a 1937
- Mario Roques, de 1937 a 1940 i de 1953 a 1961
- Walther von Wartburg, de 1962 a 1965
- John Orr, de 1965 a 1966
- Antoni Maria Badia i Margarit, de 1966 a 1968, vicepresident i president en funcions per la mort de John Orr i de l'altre vicepresident Angelo Monteverdi (1967), i de 1968 a 1971
- Kurt Baldinger, de 1971 a 1974
- Bernard Pottier, de 1974 a 1977
- Manuel Alvar, de 1977 a 1980
- Eugenio Coseriu, de 1980 a 1983
- Aurelio Roncaglia, de 1983 a 1986
- Max Pfister, de 1986 a 1989
- Robert Martin, de 1989 a 1992
- Gerold Hilty, de 1992 a 1995
- Alberto Varvaro, de 1995 a 1998
- Marc Wilmet, de 1998 a 2001
- Günter Holtus, de 2001 a 2004
- Emilio Ridruejo, de 2004 a 2007
- Maria Iliescu, de 2007 a 2010
- Jean-Pierre Chambon, de 2010 a 2013
- David A. Trotter, de 2013 a 2015 (vicepresidents Roberto Antonelli i Fernando Sánchez Miret, en funcions per la mort de David Trotter (agost 2015))
- Roberto Antonelli, de 2016 a 2019
- Fernando Sánchez Miret de 2019-

## Congressos de la Société de linguistique romane
- I Dijon (1928), organitzat per Adolphe Terracher
- II Sion / Disentis / Coira (1930), organitzat per Karl Jaberg i Jakob Jud. Congrés amb tres seus en els tres dominis lingüístics romànics de Suïssa.
- III Roma (1932), organitzat per Giulio Bertoni
- IV Bordeus (1934), organitzat per Adolphe Terracher
- V Niça (1937), organitzat per Mario Roques
- VI Lieja (1951), organitzat per Maurice Delbouille, per reprendre l'activitat després de la Guerra Mundial
- VII Barcelona (1953), organitzat per Antoni Griera i, principalment, per Antoni M. Badia i Margarit
- VIII Florència (1956), organitzat per Angelo Monteverdi
- IX Lisboa (1959), organitzat per Luís F. Lindley Cintra
- X Estrasburg (1962), organitzat per Georges Straka
- XI Madrid (1965), organitzat per Antonio Quilis
- XII Bucarest (1968), organitzat per Marius Sala
- XIII Québec (1971), organitzat per Jean-Denis Gendron i Marcel Boudreau
- XIV Nàpols (1974), organitzat per Alberto Varvaro
- XV Rio de Janeiro (1977), organitzat per Celso Ferreiro da Cunha
- XVI Palma (1980), organitzat per Francesc de Borja Moll i Aina Moll Marquès
- XVII Ais de Provença (1983), organitzat per Jean-Claude Bouvier
- XVIII Trèveris [Trier] (1986), organitzat per Dieter Kremer
- XIX Santiago de Compostel·la (1989), organitzat per Ramón Lorenzo
- XX Zuric (1992), organitzat per Gerold Hilty
- XXI Palerm (1995), organitzat per Giovanni Ruffino
- XXII Brussel·les (1998), organitzat per Marc Wilmet
- XXIII Salamanca (2001), organitzat per Carmen Pensado i Emilio Ridruejo
- XXIV Aberystwyth (2004), organitzat per David Trotter
- XXV Innsbruck (2007), organitzat per Maria Iliescu, Heidi Siller-Runggaldier i Paul Danler
- XXVI València (2010), organitzat per Emili Casanova
- XXVII Nancy (2013), organitzat per l'ATILF (CNRS - Universitat de la Lorena), presidit per Jean-Pierre Chambon
- XXVIII Roma (2016), organitzat per Roberto Antonelli.[6]
- XXIX Copenhaguen (2019), organitzat per Lene Schøsler[7]